# Spinoaequalis
Spinoaequalis es un género de reptil diápsido extinto del Carbonífero. Se han encontrado fósiles en Kansas (Estados Unidos). Este animal de cerca de 30 centímetros de longitud, fue uno de los primeros diápsidos, junto a Petrolacosaurus. También fue el primer reptil en retornar al agua, evolucionando poco después de Hylonomus, el más antiguo reptil confirmado. Spinoaequalis no era completamente acuático, ya que retornaría con frecuencia a terrenos secos. Probablemente nadaba usando su cola aplanada lateralmente, a modo de aleta rudimentaria. Su nombre significa "espina simétrica" en referencia a las espinas de su cola alta y aplanada. Spinoaequalis ha sido hallado junto a los fósiles de peces marinos bien preservados, lo que sugiere que ocasionalmnete dejaba los cursos de agua dulce para adentrarse en el mar. Spinoaequalis fue descrito y nombrado por Michael deBraga y Robert Reisz en 1995.